# جهش در تاریکی
جهش در تاریکی (ایتالیایی: Salto nel vuoto) فیلمی در ژانر درام به کارگردانی مارکو بلوکیو است که در سال ۱۹۸۰ منتشر شد. از بازیگران آن می‌توان به میشل پیکولی، آنوک امه و میکله پلاچیدو اشاره کرد.
آنوک امه جایزه بهترین بازیگر زن جشنواره فیلم کن سال ۱۹۸۰ میلادی را برای بازی در این فیلم دریافت کرد.